# Alasmidonta triangulata
Alasmidonta triangulata är en musselart som först beskrevs av I. Lea 1858.  Alasmidonta triangulata ingår i släktet Alasmidonta och familjen målarmusslor. IUCN kategoriserar arten globalt som starkt hotad. Inga underarter finns listade i Catalogue of Life.